# جيني مول
هارييت فيشر مول (الاسم قبل الزواج: جونز؛ 2 مايو 1841 - 15 أبريل 1912)، والمعروفة باسم جيني، اشتراكية، ونسوية، ومُنظمة نقابية بريطانية في ليفربول. عند وصولها إلى ليفربول في عام 1879، لعبت مول دورًا أساسيًا في جلب الاشتراكية إلى ليفربول، فضلًا عن إنشاء عدد من الجمعيات لتشجيع النقابات العمالية بين القوى العاملة النسائية في ليفربول. دعمت الإضرابات لتحسين ظروف القوى العاملة، وخاصة لرفع الغرامات.
كانت مول أيضًا مؤيدة لإصلاح الملابس، وأنشأت شاحنة طعام اشتراكية، ودافعت في تحقيق الطبيب الشرعي عن عائلة امرأة قُتلت في حادث صناعي، فضمنت حصول الأسرة على تعويض وشجعت هيئة المحلفين على التوصية بتحسينات السلامة كجزء من الحكم.

## النسوية والعمل الاشتراكي
عثرت مول على ستة اشتراكيين فقط في ليفربول، وبدأت اجتماعات دعائية في منزلها بدعم من زوجها وابنها. انبثق عن هذه الاجتماعات جماعة الأخوية العمالية في عام 1886، وهي أول مجتمع اشتراكي في ليفربول. واصلت الأخوية، على الرغم من عدم ضمهم لأعداد كبيرة، المساعدة في تشكيل فرع ليفربول من الجمعية الفابية في عام 1892. أصبحت مول نائبة رئيس الجمعية الفابية في عام 1895. ركزت أيضًا على حلول أكثر عملية للقضايا الاجتماعية، مثلًا: تمويل «عربة طعام اشتراكية» بتكلفة 55 جنيهًا استرلينيًا و6 شلنات و5 بنسات، والقيام بحملة من أجل «قاعة الناس» في ليفربول للطبقة العاملة.
كانت مول من أوائل أتباع إصلاح الملابس، وهي حركة نسوية ضد الملابس المرهقة في العصر الفيكتوري، وارتدت بانتظام زيًا يذكرنا بالرداء اليوناني. نقلت النمط لكارولين مارتن وجوليا داوسون، اللتين ارتدتا ملابس مماثلة.
في عام 1888 بدأت مول وجماعة الأخوية العمالية حملة لتوحيد العاملات في ليفربول في نقابات نسائية فقط. بدأوا العمل مع رابطة الحماية والادخار النسائية، ودعوا إلى تأسيس فرع محلي، وفي يناير 1889 أنشأت المجموعة جمعية ليفربول للنساء العاملات، التي مثلت العاملات في طي الكتب، والخياطات، وصانعات السيجار، وعملت مول سكرتيرة. كانت هذه المهن ذات أجور منخفضة وعدد العاملات أكبر من العاملين، حيث يعمل فيها أربع نساء مقابل كل رجل. أعيد إطلاق الجمعية في العام التالي باسم «جمعية ليفربول لتعزيز النقابات العمالية النسائية»، لتوسيع عضويتها لتشمل المهن الأخرى كرد فعل على تقاعس مجلس مدينة ليفربول عن أنظمة الاستغلال في المنطقة. ساعدت مول في إنشاء نقابات نوعية، مثل نقابة العاملات في تنظيف الملابس وغسلها (الصينية بصورة أساسية). في نفس الوقت تقريبًا، أطلق مجلس اللوردات لجنة مختارة حول انظمة الاستغلال، وقد شجعت الدعاية التي تلت ذلك المجموعة على اتخاذ مزيد من الإجراءات.
في عام 1894 أنشأت كليمنتينا بلاك المجلس الصناعي النسائي، لتساعدها مول بعد فترة وجيزة في تأسيس فرع ليفربول، وعملت في الفرع سكرتيرة. ساعد المجلس في تشكيل نقابات للعاملات في التنجيد والفرز البحري، بالإضافة إلى العمل مع المجموعات الأخرى التي أنشأتها جمعية العاملات. في دورها، كثفت مول من الاستفسارات حول ظروف عمل النساء، مثلًا: عندما تسببت حادثة صناعية في مقتل امرأة في مصنع ذا أولد سوان روب في ليفربول، حضرت مول القضية بصفتها سكرتيرة الجمعية «للاستعلام عن ظروف المرأة العاملة». وتأكدت من حضور مفتش معني بالمصنع، وتقديم هيئة المحلفين توصيات لمنع الحوادث المستقبلية، ودفع تعويضات لأقارب المرأة.
في عام 1895 استفادت مول من منصبها في المجلس الصناعي النسائي في ليفربول، لتشجيع الإضراب بين صانعات الحبال في ليفربول لإيقاف الغرامات بالإضافة إلى فقدان الأجور بسبب المخالفات البسيطة مثل التأخر في الحضور. على الرغم من النتيجة الناجحة للإضراب، أراد قسم المجلس الصناعي النسائي في ليفربول بقيادة إليانور راثبون التركيز على «التحقيق الاجتماعي» ورفض الإجراء، ما دفع مول إلى الابتعاد عن المجموعة. أسست مول وحررت «الصفحة النسائية» لصحيفة ليفربول لِبر كرونكل.